# Rudolf Havenstein
Rudolf E. A. Havenstein (Meseritz, Prusia, Imperio alemán, 10 de marzo de 1857 - 20 de noviembre de 1923, Berlín, República de Weimar) fue un jurista alemán, presidente del Reichsbank, el Banco central de Alemania, durante el período de hiperinflación (1921-1923). 

## Biografía

### Orígenes
Sus padres fueron Robert Havenstein (1825-1905), Director del Tribunal de Distrito en Stargard/Pomerania y miembro de la Cámara de Representantes Prusiana, y su esposa Bertha Braut (1829-1872), hija del director de la escuela secundaria de Brandenburgo Friedrich Wilhelm Braut (1793-1863) y Albertine Pfitzer.

### Carrera como jurista
Rudolf E. A. Havenstein nació en Meseritz, provincia de Posen. Provenía de una familia de funcionarios del gobierno, estudió derecho en Heidelberg y Berlín. Después de graduarse en 1876, Havenstein trabajó en el servicio de justicia prusiano hasta 1887, cuando comenzó su carrera como juez. 
Se casó el 10 de octubre de 1889 con Maria von Meyer (1866-1929), hija del diputado Wilhelm von Meyer.
En 1890 se mudó al Ministerio de Finanzas de Prusia. De 1900 a 1908, Havenstein fue Presidente del Banco Estatal Prusiano. De 1908 a 1923, fue presidente del Reichsbank y su firma apareció en los billetes del Reichsbank alemán desde 1908 a 1923. Durante su mandato tuvo lugar la hiperinflación durante 1921 a 1923.
Havenstein reintrodujo los préstamos también contribuyó decisivamente a la introducción de bonos de guerra al comienzo de la Primera Guerra Mundial.
Rudolf Havenstein murió en 1923 en Berlín y está enterrado en el Cementerio de Dahlem en Berlín-Dahlem.
- Datos: Q67041
- Multimedia: Rudolf Havenstein / Q67041